# Distrito de Quinuabamba
El distrito de Quinuabamba es uno de los cuatro que integran la provincia peruana de Pomabamba ubicada en el Departamento de Ancash, bajo la administración del Gobierno regional de Ancash. en el Perú. 
Limita por el norte con el distrito de Parobamba; por el este, con el Departamento de Huánuco; por el sur, con la provincia de Mariscal Luzuriaga; y por el oeste con el distrito de Pomabamba.

## Historia
Este distrito se crea por efecto de la Ley N.º 9378 del 26 de septiembre de 1941, promulgada por el presidente Manuel Prado Ugarteche.  Al erigirse como entidad distrital lo hace desmembrando el territorio de Parobamba, hacia la parte meridional.

## Geografía

### Entidades geográficas incluidas
Su ley de creación expresa en su artículo segundo: "estará compuesto por los siguientes centros poblados: Piscos, Yanaututo, Nunuya, Jarahuarán, Huayllahurán, Achacoto, Cajapanca, Vinchos, Yamyan".

### Datos numéricos
- Altitud de la capital: 3 108 m.s.n-m.
- Latitud Sur 08-41-22; longitud Oeste 77- 22-58, coordenadas de la capital.
- Área superficial 146 km².

## Demografía
Según el censo de 2007 del INEI la población es de 2494 habitantes; de ellos, 1245 mujeres, un caso raro en que hay más varones; hay 46 moradores con 80 años de edad por lo menos. De2 268 consultados hablan quechua :2 191; que representa el 96,6%.

## Autoridades

### Municipales
- 2011-2014[1]
  - Alcalde: Edgard Alcides Vía Melgarejo, del Partido Alianza para el Progreso (APEP).
  - Regidores: Oscar Alfredo Estrada Agüero (APEP), Joel Gerardo Ramírez Estrada (APEP), Sonia Cristina Jara Montalvo (APEP), Rosa Alicia Solórzano Coronel (APEP), Ciro Añorga Borja (Perú Posible)
- 2007-2010
  - Alcalde: Pepe Juan Moreno Domínguez

## Festividades
Su fiesta patronal es en honor a la natividad de la Virgen María. Pero la tradición oral menciona como la patrona Virgen Natividad, conocida también como mama Ñati.
Se celebra como día central el 8 de septiembre, con bandas de músicos que viajan de Lima o de Huaráz. Quema de castillos pirotécnicos en la noche de la víspera, presencia de las danzas Anaca, Huanca.